# سیارک ۴۶۲۸۰
سیارک ۴۶۲۸۰ (به انگلیسی: 46280 Hollar، نامگذاری:2001KD18) چهل و شش هزار و دویست و هشتادمین سیارک کشف شده‌است که در ۲۱ مه ۲۰۰۱ کشف شد.